# Vysílač Ládví
Vysílač Ládví se nachází na stejnojmenném vrchu o nadmořské výšce 359 m n. m. Svým vysíláním pokrývá město Praha a Středočeský kraj. Jde o jeden ze základních vysílačů společnosti Digital Broadcasting a Broadcast Services.

## Vysílané stanice

### Televize
Přehled televizních multiplexů šířených z Ládví:
|        | Multiplex    | Kanál | Kmitočet | Výkon (ERP) | Polarizace   |
| ------ | ------------ | ----- | -------- | ----------- | ------------ |
| DVB-T2 | Multiplex 24 | 42    | 642 MHz  | 20 kW       | horizontální |

### Rozhlas
Přehled rozhlasových stanic vysílaných z Ládví:
FM:
| Stanice    | Kmitočet | Výkon (ERP) | Polarizace |
| ---------- | -------- | ----------- | ---------- |
| Fajn Radio | 97,2 MHz | 5 kW        | vertikální |

DAB+ (kmitočtový blok 8C, 1,6 kW ERP, vertikální polarizace):
| Stanice        | Název    | Název krátký | Bitová rychlost | Mód zvuku | Kodek     | Ochrana |
| -------------- | -------- | ------------ | --------------- | --------- | --------- | ------- |
| Rádio Čas      | >>CAS<<  | >>CAS<<      | 96 kbit/s       | Stereo    | HE-AAC v1 | EEP 2-A |
| Rádio Čas Rock | CAS ROCK | CAS ROCK     | 96 kbit/s       | Stereo    | HE-AAC v1 | EEP 2-A |